# Wyższa Szkoła COSINUS w Łodzi
Wyższa Szkoła Cosinus w Łodzi – niepubliczna uczelnia powstała w 2008 roku z inicjatywy Jarosława Łukowicza, prowadzącego licea i szkoły policealne dla dorosłych od 1998, który od 2003 r. zaczął prowadzić tę działalność w formie spółki Cosinus Sp. z o.o. Uczelnia jest wpisana do wykazu uczelni niepublicznych Ministerstwa Nauki i Szkolnictwa Wyższego pod numerem 138.  

## Władze[2]
Organami władz uczelni są:
- dr Teresa Sokólska – rektor
- mgr Jakub Jasiński – dziekan
- mgr Anna Wojtaszek-Rezler – kanclerz

## Wydziały
Wydział Nauk Humanistycznych i Społecznych:
- administracja (I stopnia),[3][4]

Wydział Zamiejscowy w Warszawie:
- stosunki międzynarodowe (I stopnia),
- bezpieczeństwo narodowe (I stopnia),
- zarządzanie (studia niestacjonarne, I stopnia).